# Литвинов-Фалинский, Владимир Петрович
Владимир Петрович Литвинов-Фалинский (1868 — 29 октября 1929 г., Лондон, Великобритания) — административный деятель и писатель
.

## Биография
Родился в 1868 году. Образование получил в Санкт-петербургском технологическом институте. 
В 1895 г. назначен фабричным инспектором. 
C 1905 года — управляющий отделом промышленности в министерстве торговли. Принимал ближайшее участие в разработке вопросов рабочего законодательства, особенно законов 1912 г. о страховании рабочих; выступал по этим вопросам, как представитель правительства, в Государственной Думе. Действительный статский советник.
После революции жил в эмиграции в Великобритании. Умер в 1929 году в Лондоне.

## Труды
- «Ответственность предпринимателей за увечья и смерть рабочих по действующим в России законам» (СПб., 1898; 2-е изд., 1900; 3-е изд., 1903);
- «О сберегательных кассах обеспечения, учреждаемых при частных промышленных предприятиях и горных промыслах» (СПб., 1900);
- «Фабричное законодательство и фабричная инспекция в России» (СПб., 1900; 2-е изд., 1904);
- «Шелковая промышленность в России» (СПб., 1902);
- «Организация и практика страхования рабочих в Германии и условия возможного обеспечения рабочих в России» (СПб., 1903);
- «Новый закон о вознаграждении увечных рабочих» (СПб., 1903; 2-е изд., 1904);
- «Общедоступное разъяснение нового закона 2 июня 1903 г. о вознаграждении увечных рабочих» (СПб., 1904)
- «Новые законы о страховании рабочих» (СПб., 1912);
- «Как и для чего страхуются рабочие» (СПб., 1912; 2-е изд., 1913);